# Star Wars Rebels
Star Wars Rebels (Nederlandse titel: Stars Wars: Rebellen) is een Amerikaanse 3D animatieserie uit 2014, geproduceerd door Lucasfilm Animation. De serie speelt zich af in het fictieve Star Wars universum en vindt plaats tussen de gebeurtenissen van Episode III: Revenge of the Sith en Episode IV: A New Hope, in een periode wanneer het Galactisch Keizerrijk haar greep op het heelal versterkt. De troepen van het Keizerrijk maken jacht op de laatste Jedi, terwijl de Rebellenalliantie ontstaat. 

## Verhaal
14 jaar na de val van de Galactische Republiek en de Jedi Orde, sluit de 15-jarige wees Ezra zich aan bij een groepje rebellen, bestaande uit pilote Hera Syndulla, Jedi Kanan Jarrus, Lasat Zeb, Mandalorian Sabine Wren en de droid Chopper, die op Lothal en omringende planeten de strijd aangaan tegen het Keizerrijk met hun schip, de Ghost. Ook wordt Ezra zich bewust dat hij vaardig is met de Force. Hierbij wordt hij begeleid door Kanan, die zelf nog maar een Padawan was toen hij Bevel 66 wist te overleven. Uiteindelijk raakt de bemanning van de Ghost betrokken bij het georganiseerde verzet tegen het Keizerrijk.

## Rolverdeling
| Personage                        | Taal                                | Taal                           | Taal |
| Personage                        | Originele versie                    | Nederlandse versie             |      |
| -------------------------------- | ----------------------------------- | ------------------------------ | ---- |
| Ezra Bridger                     | Taylor Gray                         | Hein Gerrits                   |      |
| Kanan Jarrus                     | Freddie Prinze jr.                  | Dennis Willekens               |      |
| Hera Syndulla                    | Vanessa Marshall                    | Hymke de Vries                 |      |
| Sabine Wren                      | Tiya Sircar                         | Canick Hermans                 |      |
| Garazeb "Zeb" Orrelios           | Steven Blum                         | Stan Limburg                   |      |
| Chopper                          | Dave Filoni                         | Dave Filoni                    |      |
| The Grand Inquisitor             | Jason Isaacs                        | Just Meijer                    |      |
| Darth Vader                      | James Earl Jones                    | Simon Zwiers                   |      |
| Ahsoka Tano                      | Ashley Eckstein                     | Nine Meijer Fleur van de Water |      |
| Captain Rex                      | Dee Bradley Baker                   | Jim de Groot                   |      |
| Agent Kallus                     | David Oyelowo                       | Oscar Siegelaar                |      |
| Maketh Tua                       | Kath Soucie                         |                                |      |
| Wilhuff Tarkin                   | Stephen Stanton                     | Sander de Heer                 |      |
| Seventh Sister                   | Sarah Michelle Gellar               | Jannemien Cnossen              |      |
| Fifth Brother                    | Philip Anthony-Rodriguez            |                                |      |
| Maul                             | Sam Witwer                          | Hero Muller                    |      |
| Grand Admiral Thrawn             | Lars Mikkelsen                      | Joost Claes                    |      |
| Gouverneur Arinhna Pryce         | Mary Elizabeth McGlynn              | Marloes van den Heuvel         |      |
| Cikatro Vizago                   | Keith Szarabajka                    | Has Drijver                    |      |
| Bail Organa                      | Phil LaMarr                         | Ruben Lürsen                   |      |
| Yoda                             | Frank Oz                            | Ruud Drupsteen                 |      |
| Lando Calrissian                 | Billy Dee Williams                  | Max van den Burg               |      |
| Hondo Ohnaka                     | Jim Cummings                        | Sander de Heer                 |      |
| Wedge Antilles                   | Nathan Kress                        | Ricardo Blei                   |      |
| Gar Saxon                        | Ray Stevenson                       | Ad Knippels                    |      |
| Cham Syndulla                    | Robin Atkin Downes                  | Edward Reekers                 |      |
| Saw Gerrera                      | Forest Whitaker                     |                                |      |
| Mon Mothma                       | Genevieve O'Reilly                  | Tanneke Hartzuiker             |      |
| Generaal Dodonna                 | Michael Bell                        | Rob van de Meeberg             |      |
| Bo-Katan Kryze                   | Katee Sackhoff                      | Peggy Vrijens                  |      |
| Keizer Palpatine / Darth Sidious | Ian McDiarmid Sam Witwer            | Hero Muller                    |      |
| Obi-Wan "Ben" Kenobi             | James Arnold Taylor Stephen Stanton | Edward Reekers                 |      |
| Prinses Leia Organa              | Julie Dolan                         |                                |      |
| Anakin Skywalker                 | Matt Lanter                         | Pim Veth                       |      |
| C-3PO                            | Anthony Daniels                     | Rolf Koster                    |      |
| Wullf Yularen                    | Tom Kane                            |                                |      |

## Afleveringen
Zie: Lijst van afleveringen met Nederlandse titels